# Симич, Алекса
Алекса Симич (серб. Алекса Симић; 18 марта 1800, Boljevci, Белград — 17 марта 1872, Белград) — сербский политик и государственный деятель; трижды (с перерывами) занимал пост премьер-министра Княжества Сербия.

## Биография
Алекса Симич родился 18 марта 1800 года в городе Белграде.
Прибыв в Княжество Сербия из Срема, являвшегося тогда  уездом габсбургского королевства Славония, он был нанят клерком в офисе князя Милоша Обреновича. 
В 1835 году Симич становится министром финансов, а в 1842 году он служил дипломатическим представителем принца Милоша на переговорах с османами в Константинополе. 
В 1843 году А. Симич стал министром иностранных дел Княжества Сербия. После этого он трижды возглавлял кабинет министров Княжества Сербия.
Алекса Симич умер 17 марта 1872 года в родном городе.
Его старший брат Стоян Симич также был политиком и бизнесменом; оба брата были обязаны Милошу Обреновичу своим восхождением к большому богатству и власти. Его сын Милан Симич стал юристом и управляющим Национальный театра в Белграде. Его племянником был Дьока Симич, также занимавший пост премьер-министра, но уже в Королевстве Сербия.